# Сретенская улица (Киев)
Сре́тенская у́лица (укр. Стрі́тенська ву́лиця) — улица в Шевченковском районе города Киева, местность Старый город. Пролегает от Стрелецкой до Большой Житомирской улицы.
Примыкает улица Олеся Гончара.

## История
Улица под названием Сретенская в Киеве упоминается с 1784 года. Современная улица была проложена в 1830-х годах. Название связано с Сретенской церковью, находившейся на пересечении Сретенской и Большой Житомирской улиц (церковь была разрушена в 1936 году). В 1939—1990 годах имела название улица Полины Осипенко, в честь советской лётчицы, Героя Советского Союза П. Д. Осипенко.
На улице преобладает застройка второй половины XIX — начала XX века.
В 1915 году в доме № 3/15 несколько месяцев жил Исаак Бабель, который в то время учился в Киевском коммерческом институте.
В доме № 15 располагалась редакция дореволюционного журнала «Рыцарь», с которым сотрудничал Константин Паустовский. 
В доме № 4/13 работает Библиотека имени Ошера Шварцмана, первая специализированная библиотека еврейской литературы на постсоветском пространстве. В ее фондах хранятся уникальные памятники еврейской культуры и истории XIX-XX веков: прижизненное собрание сочинений Шолом-Алейхема, трехтомный стенографический отчет дела Бейлиса, номера журнала «Восход». 
Около перекрёстка со Стрелецкой улицей была установлена деревянная скульптура «Балерина», автор Константин Скритуцкий. В 2021 году скульптура была уничтожена вандалами.
В 1996 году по Сретенской, 10 были найдены остатки укрепленного поселения трипольцев 3 тысячелетия до н. э. Оно доходило до Кияновского переулка.

## Изображения

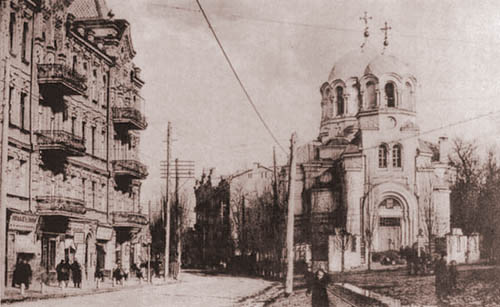
Сретенская церковь (фото начала XX века)
Скульптура балерины на пересечении Сретенской и Стрелецкой улиц